# Collo

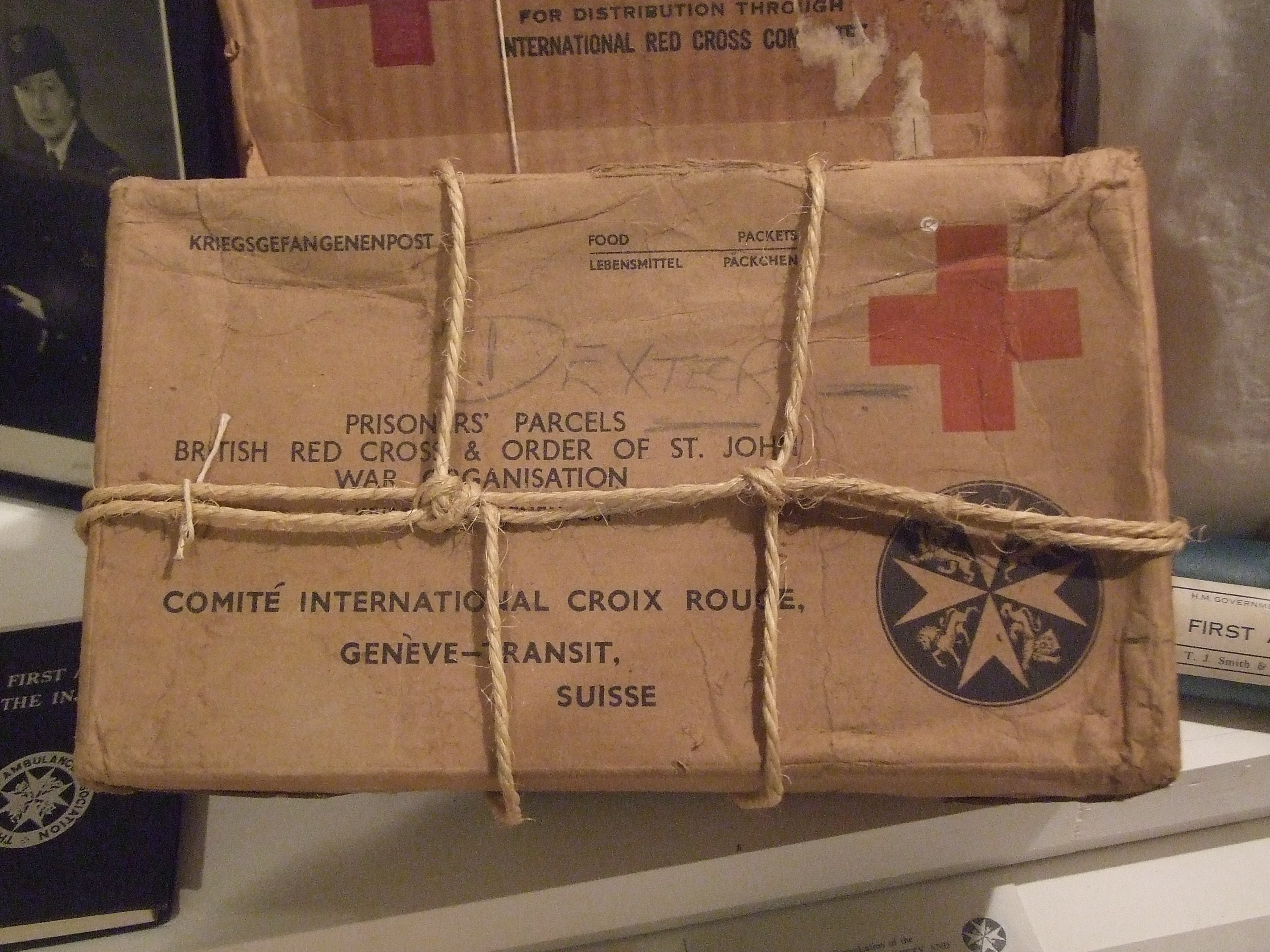
Collo van het Rode Kruis

Een collo (mv. colli) of colli (mv. colli's) is de individuele verpakkingseenheid waaruit een lading bestaat.
De term wordt veelal gebruikt voor het in het winkelschap plaatsen van goederen, meestal kruidenierswaren in een supermarkt.